# Xantáty

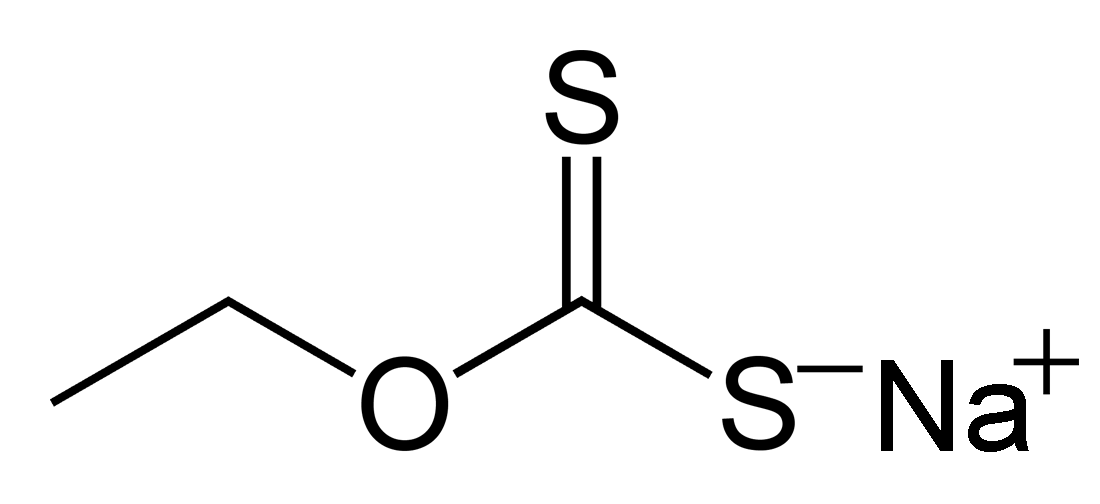
Sodná sůl ethylxantátu

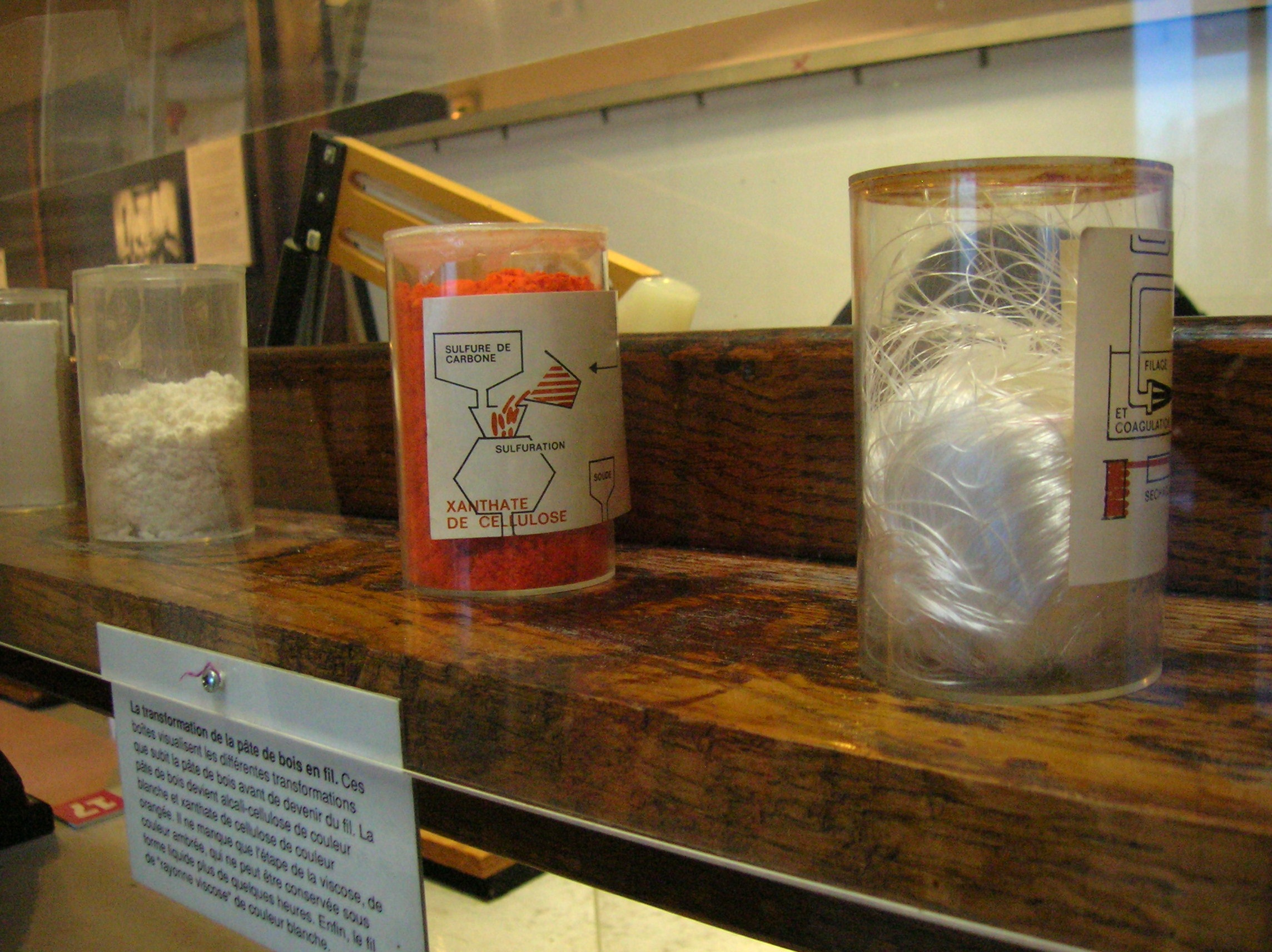
Xantát celulózy (oranžový)

Jako xantáty se obvykle označují soli se vzorcem ROCS −
2 M+ (R = alkyl; M+ = Na+ nebo K+), jedná se tedy o thioáty kovů a O-dithiouhličitanové estery. Objevil je dánský chemik William Christopher Zeise v roce 1823. Mají význam při výrobě celofánu a podobných polymerů z celulózy a při extrakci kovů z rud. Také se jedná o meziprodukty některých organických syntéz.
Jako xantáty se také označují O,S-estery xanthových kyselin; jejich obecný vzorec je ROC(=S)SR′.

## Příprava a struktura
Xantátovou sůl lze připravit reakcí alkoholu, zásady a sirouhlíku; tento postup se nazývá xantace. Zásada s alkoholem vytváří alkoxid, který se jako nukleofil na elektrofilní uhlíkové centrum v CS2.
Alkoxid se často vytváří v průběhu reakce působením hydroxidu sodného nebo draselného na alkohol;
ROH + CS2 + KOH → ROCS2K + H2O
například z ethoxidu sodného vzniká ethylxantát sodný. Technické xantáty obvykle mívají čistotu mezi 90 a 95 %. K nečistotám mohou patřit sulfidy kovů, sírany, trithiouhličitany, thiosírany, siřičitany a uhličitany, rovněž i zbytky reaktantů, alkoholů a hydroxidů. Tyto soli mohou být dostupné jako prášky, granule, vločky, tyčinky a roztoky.
Mezi významné xantátové soli patří:
- ethylxantát sodný CH3CH2OCS2Na
- ethylxantát draselný, CH3CH2OCS2K
- isopropylxantát sodný, (CH3)2CHOCS2Na
- isobutylxantát sodný, (CH3)2CHCH2OCS2Na
- anylxantát draselný, CH3(CH2)4OCS2K

OCS2 jsou, podobně jako u jiných esterů kyseliny uhličité, rovinné. Centrální atom uhlíku je sp2-hybridizován.

## Reakce

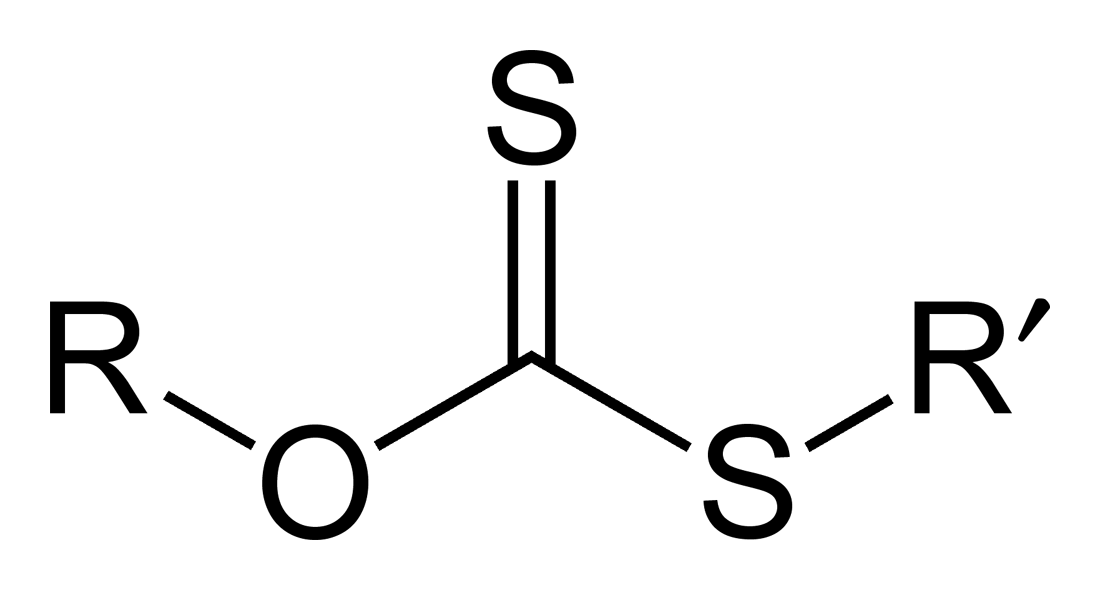
Struktura xantátového esteru

Xantátové soli se za přítomnosti kyselin rozkládají:
ROCS2K + HCl → ROH + CS2 + KCl
Jedná se o opak reakce sloužící na přípravu xantátů. Meziprodukty jsou xantové kyseliny, ROC(S)SH, které v některých případech lze izolovat.
Xantátové anionty mohou také být alkylovány za vzniku xantátových esterů, ty jsou obvykle stálé:
ROCS2K + R′X → ROC(S)SR′ + KX
Vazby C-O v těchto sloučeninách mohou být zapojeny do Bartonových–McCombieových deoxygenací, což poskytuje možnost deoxygenovat alkoholy.
Lze je zoxidovat na dixantogeny:
2 ROCS2Na + Cl2 → ROC(S)S2C(S)OR + 2 NaCl
Xantáty se mohou navázat na atomy přechodných kovů jako bidentátní ligandy. Jejich nenabité komplexy jsou rozpustné v organických rozpouštědlech.

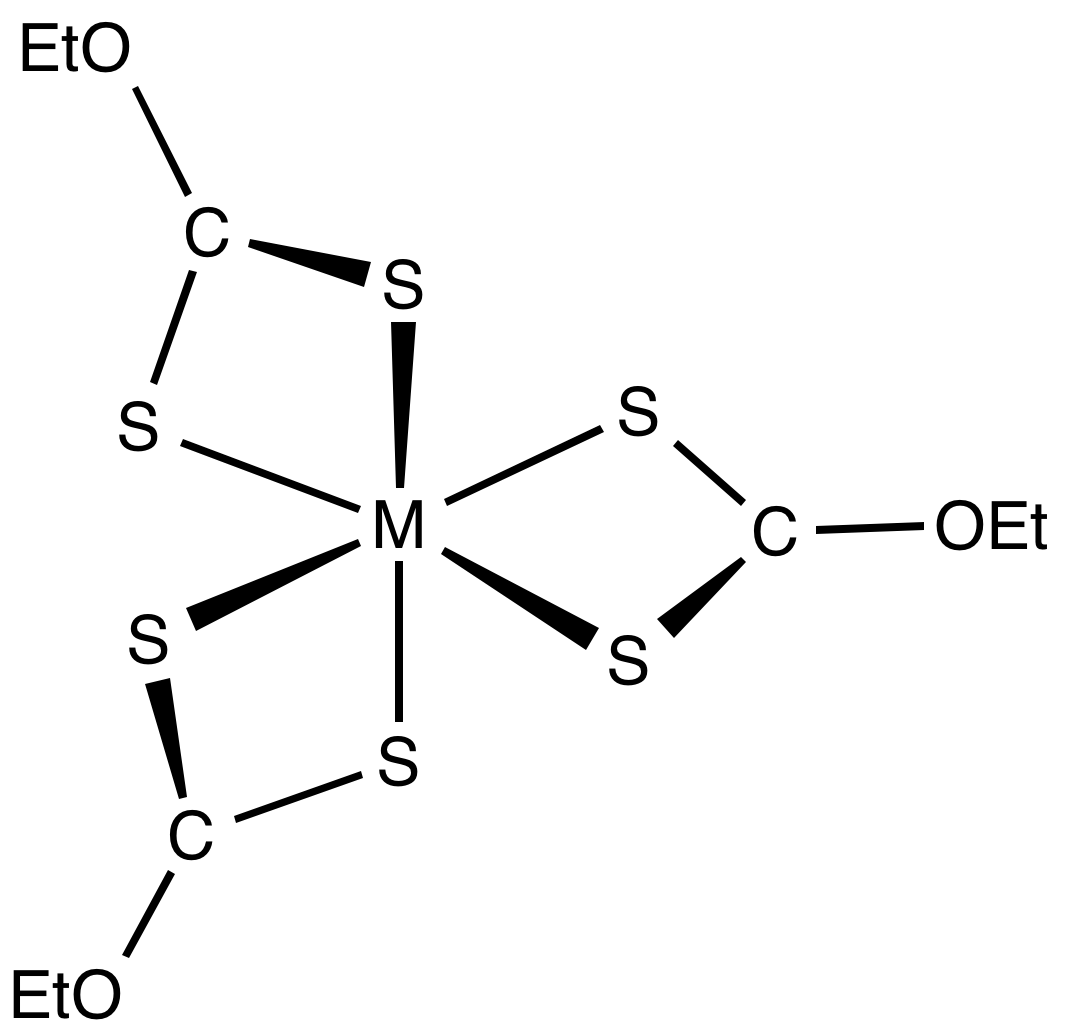
Struktura příkladu tris(ethylxantát)ového komplexu kovu

## Použití

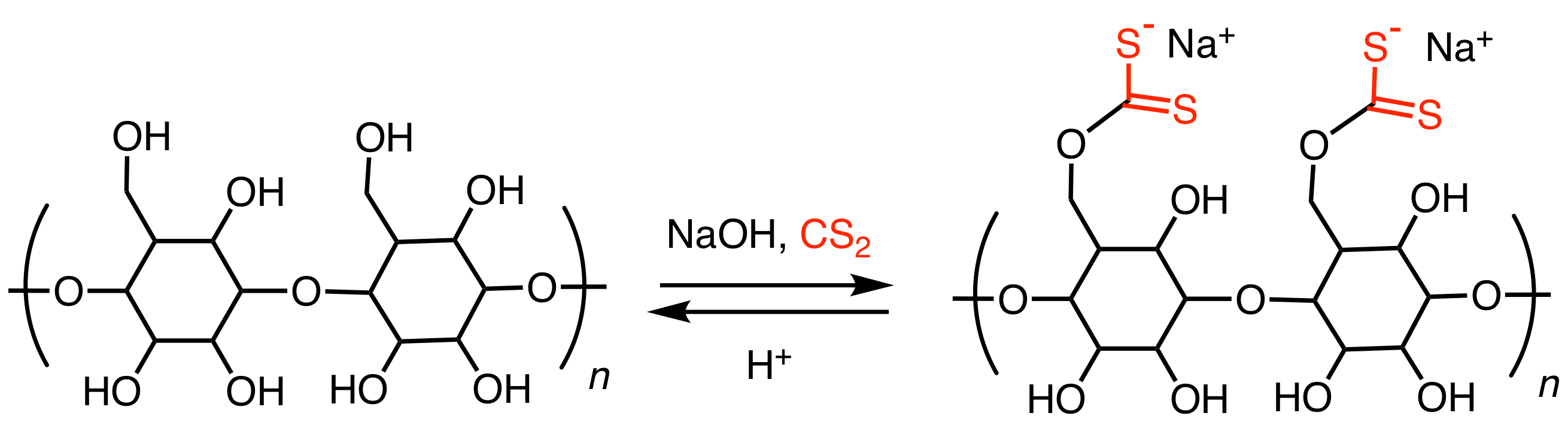
Znázornění xantace celulózy

Celulóza reaguje za přítomnosti hydroxidu sodného (NaOH) se sirouhlíkem (CS2) za vzniku xantátu celulózy, z něhož po neutralizaci kyselinou sírovou (H2SO4) vzniká viskóza nebo celofán.
Některé xantáty a bisxantáty (například dixanthogen) se používají jako flotační činidla při zpracování nerostů. Jsou meziprodukty při Čugajevových eliminacích a používají se na řízení radikálových polymerizací.

## Podobné sloučeniny
Vzácně se objevující sloučeniny thioxantáty vznikají reakcemi CS2 s thioláty. Jako příklad lze uvést ethylthioxantát sodný, C2H5SCS2Na. Xantátům se také podobají dithiokarbamáty, jež se dají připravit působením sirouhlíku na sekundární aminy; patří sem například diethyldithiokarbamát sodný se vzorcem (C2H5)2NCS2Na.

## Vliv na životní prostředí
I když jsou biologicky rozložitelné, tak mohou xantáty být toxické pro vodní organizmy i v koncentracích nižších než 1 mg/l.
Odtoky z dolů jsou často kontaminované xantáty.